# Заболотний (Новолялинський міський округ)
Заболо́тний (рос. Заболотный) — селище у складі Новолялинського міського округу Свердловської області.
Населення — 82 особи (2010, 89 у 2002).
Національний склад населення станом на 2002 рік: росіяни — 90 %.